# تانگرن
تانگرن (به لاتین: Tongren) یک شهر مرکزی در جمهوری خلق چین است که در گوئیژو واقع شده‌است.